# Nicrophorus hispaniola
Nicrophorus hispaniola là một loài bọ cánh cứng trong họ Silphidae được miêu tả bởi Sikes và Peck in 2000.